# ماتیو اسکارپلی
ماتیو اسکارپلی (انگلیسی: Mathieu Scarpelli؛ زادهٔ ۲۳ ژوئیهٔ ۱۹۸۱) بازیکن فوتبال اهل فرانسه است.
از باشگاه‌هایی که در آن بازی کرده‌است می‌توان به باشگاه فوتبال گنگام و باشگاه فوتبال آژاکسیو اشاره کرد.